# Azerbaiyán en los Juegos Olímpicos de Atenas 2004
Azerbaiyán estuvo representado en los Juegos Olímpicos de Atenas 2004 por un total de 36 deportistas, 30 hombres y 6 mujeres, que compitieron en 10 deportes.
El portador de la bandera en la ceremonia de apertura fue el halterófilo Nizami Paşayev.

## Medallistas
El equipo olímpico azerbaiyano  obtuvo las siguientes medallas:
| Nombre                 | Deporte            | Competición              |
| ---------------------- | ------------------ | ------------------------ |
| Oro                    |                    |                          |
| Fərid Mansurov         | Lucha grecorromana | 66 kg M                  |
| Plata                  |                    |                          |
| —                      |                    |                          |
| Bronce                 |                    |                          |
| Fuad Aslanov           | Boxeo              | 51 kg M                  |
| Ağası Məmmədov         | Boxeo              | 54 kg M                  |
| Irada Ashumova         | Tiro               | Pistola deportiva 25 m F |
| Zemfira Meftahatdinova | Tiro               | Skeet F                  |